# Красевичі (Червенський район)
Красевичі (біл. вёска Красевічы) — село в складі Червенського району Мінської області, Білорусь. Село підпорядковане Смиловичівській селищній раді, розташоване в центральній частині області.